# Palazzo Frescobaldi

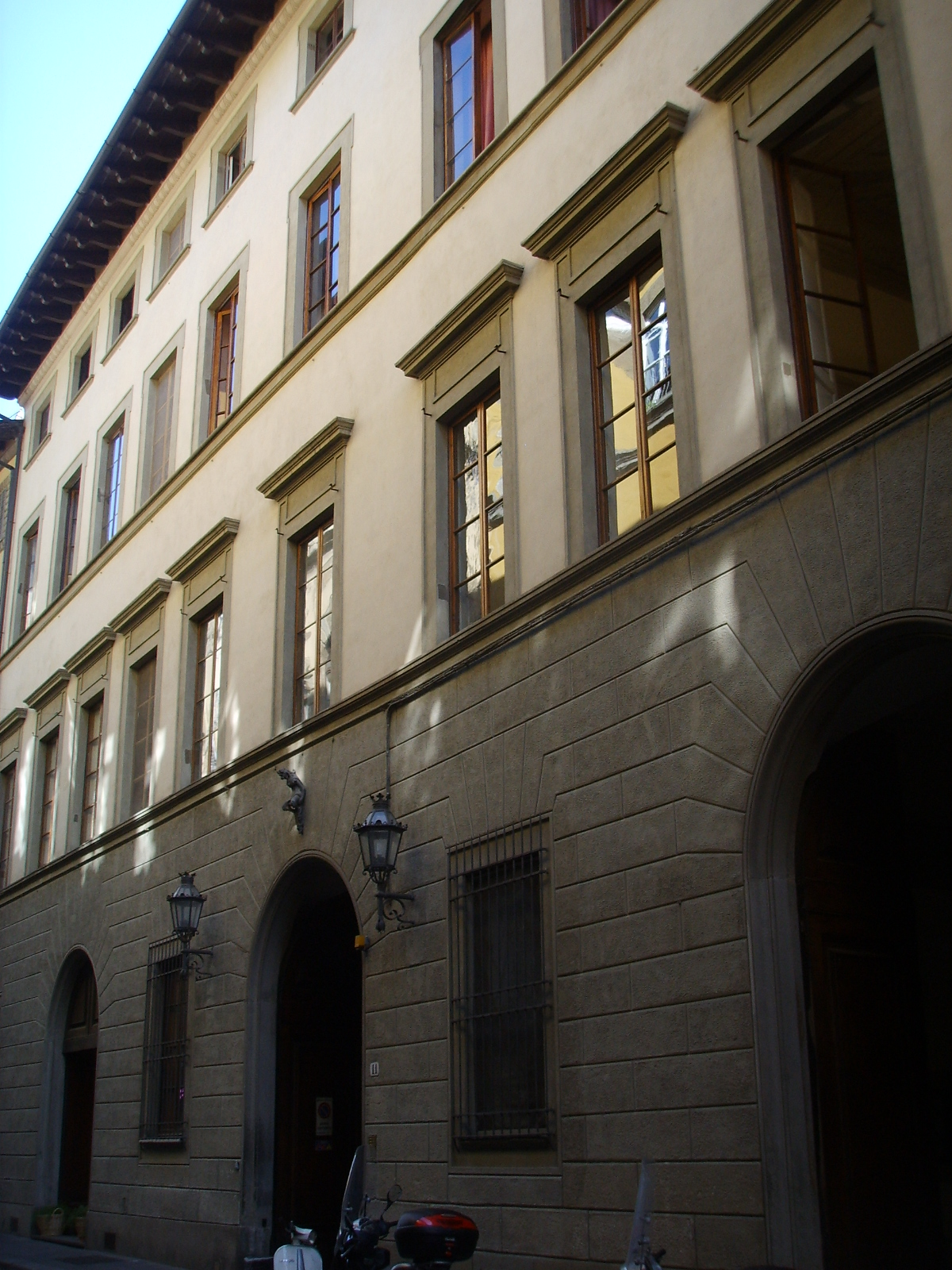
Fachada do Palazzo Frescobaldi.

O Palazzo Frescobaldi é um palácio de Florença que se encontra nos números 11-13 da Via Santo Spirito.

## História e arquitectura

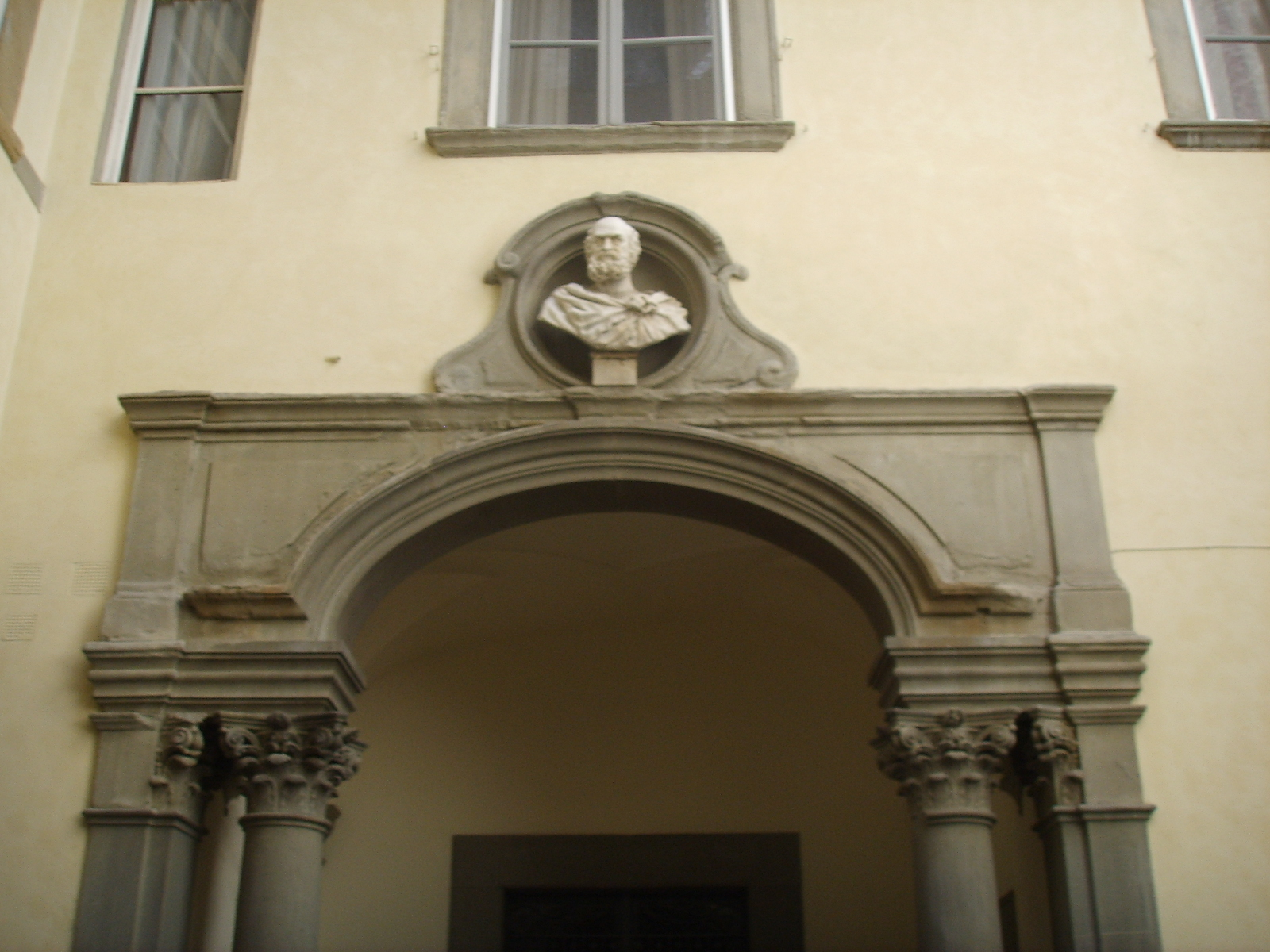
Busto no pátio interno.

Desde o século XVI, a família Frescobaldi possuía alguns edifícios na Via Santo Spirito (o "fondaccio di Santo Spirito"), um dos quais também era conhecido como "Casa del Cortile", assim chamada pelo vasto jardim interno; mais tarde, entre 1621 e 1644, estas propriedades (torres, casas medievais e renascentistas) foram unificadas, dando vida ao actual palácio por iniciativa de Matteo Frescobaldi.
Por trás da fachada mais moderna foi, dentão, realizada uma residência mais espaçosa e funcional, embora não tenham sido completamente canciliados alguns sinais das estruturas precedentes, como os pequenos pátios com poços. 
No primeiro e segundo andares foram edificados grandes apartamentos senhoriais, enquanto no piso térreo, que mantém essencialmente o aspecto primitivo, estava destinado a lojas e a actividades comerciais, função que, em parte, ainda desenvolve hoje.
Do portal, acede-se a um átrio com cancela, que dá para um pequeno átio decorado por colunas, arcos elípticos e um busto no tímpano da abertura principal. Deste ambiente, através dum outro corredor abobadado, acede-se ao jardim interior.

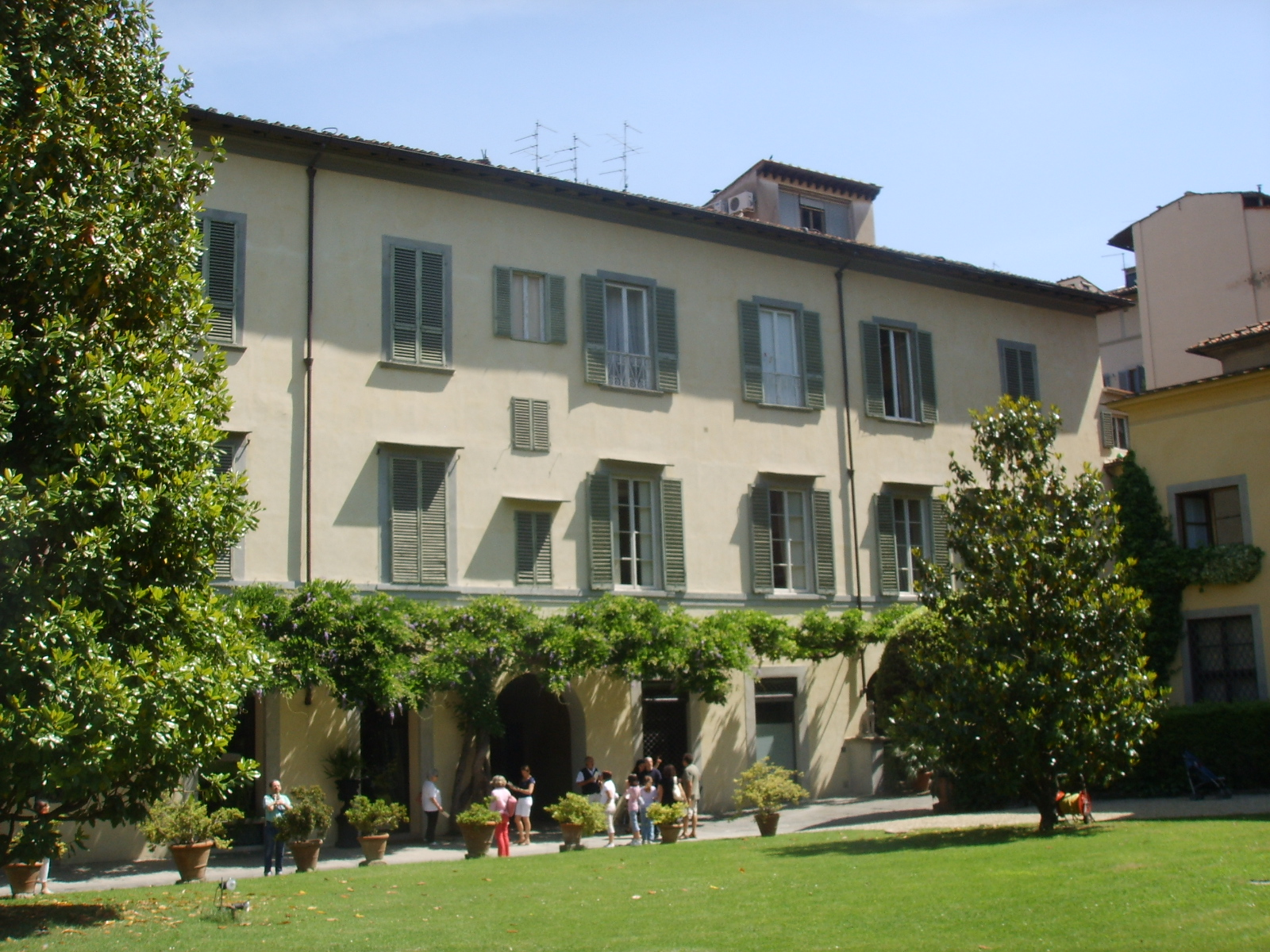
O palácio visto do jardim.

## O jardim Frescobaldi
Do jardim não existem notícias certas, mas era seguramente caracterizado por ter como fundo a magnífica arquitectura do campanário e da Basilica di Santo Spirito, já financiada no seu tempo próprio por Stoldo di Lamberto Frescobaldi e erguida em alguns terrenos por ele doados.
A área verde no século XIX era dividida em quatro partes, com uma fonte barroca ao centro, com concreções esponjosas, que hoje se encontra encostada à parte posterior e serve de fundo ao conjunto. 
Actualmente, segundo a reestruturação de finais do século XIX, está presente um único espaço relvado, circundado por um caminho e alegrado por arbustos de azáleas. 
Não são muitas as decorações lapidárias, mas resta uma estátua do deus Pã em pietra serena e uma outra de dois cães de guarda, talvez em tempos pilares duma cancela. Durante um certo período, o centro do canteiro esteve decorado por duas estátuas em bronze do artista contemporâneo Arnaldo Pomodoro, hoje removidas.

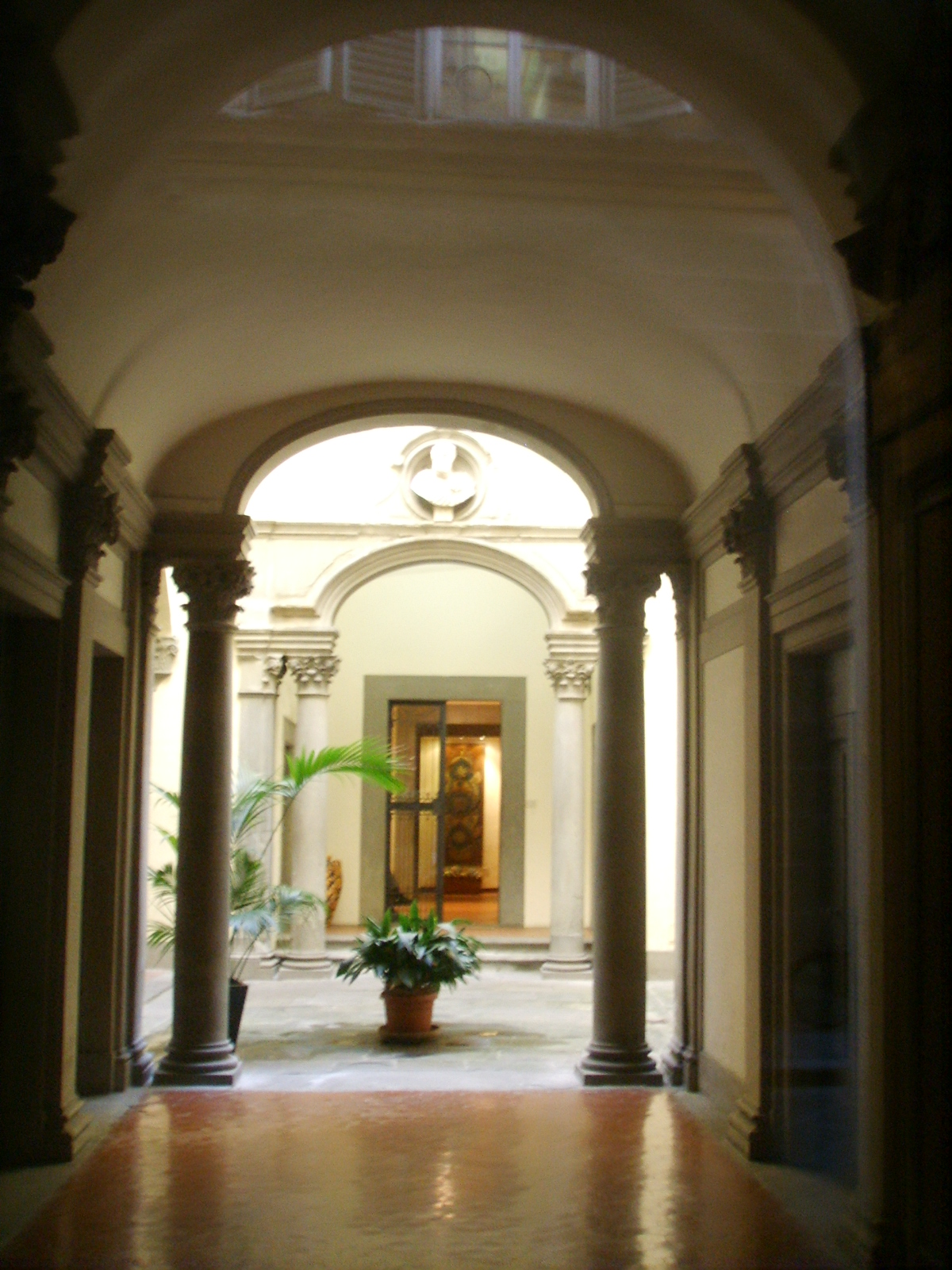
O átrio
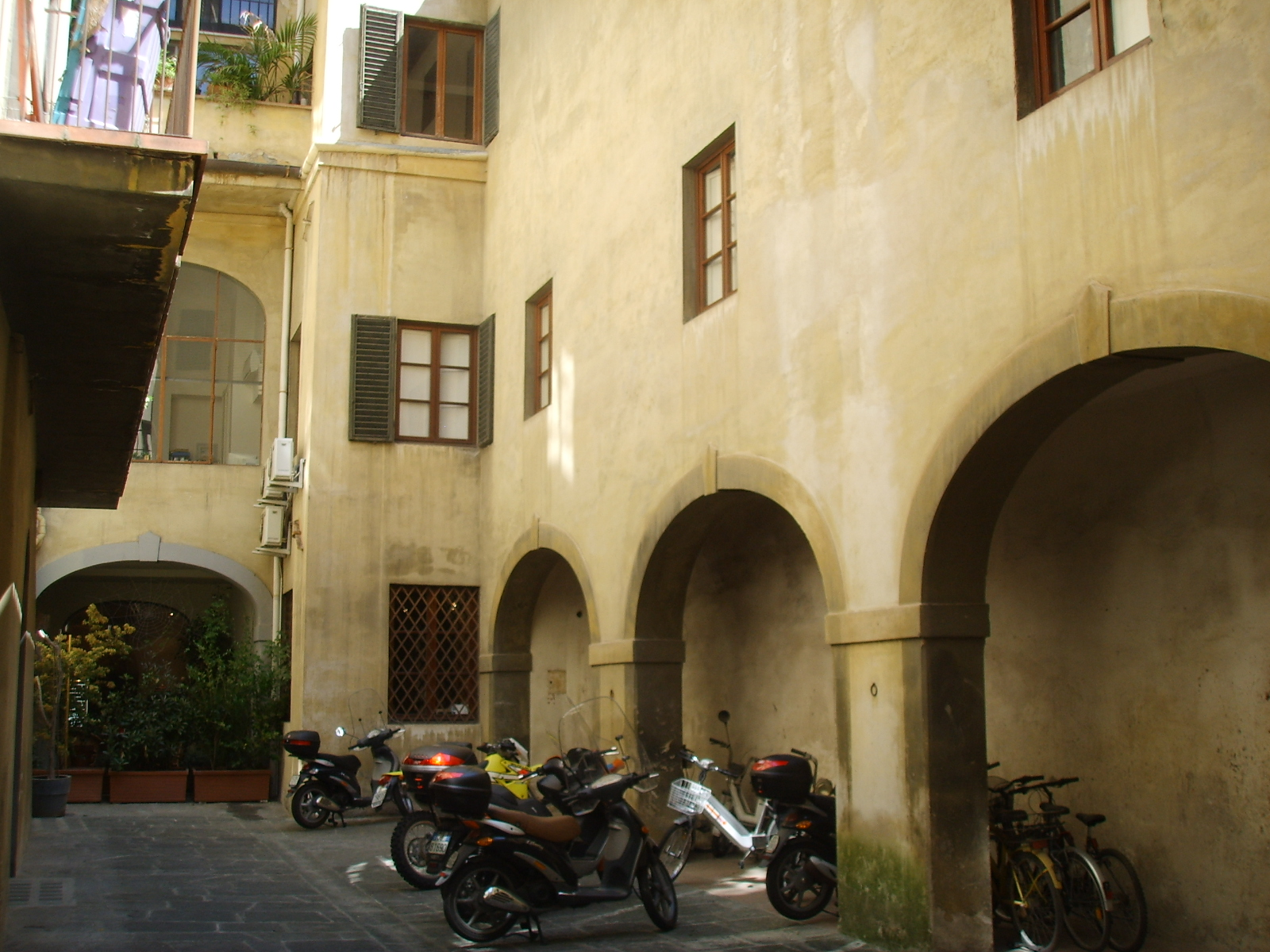
Pátio interno
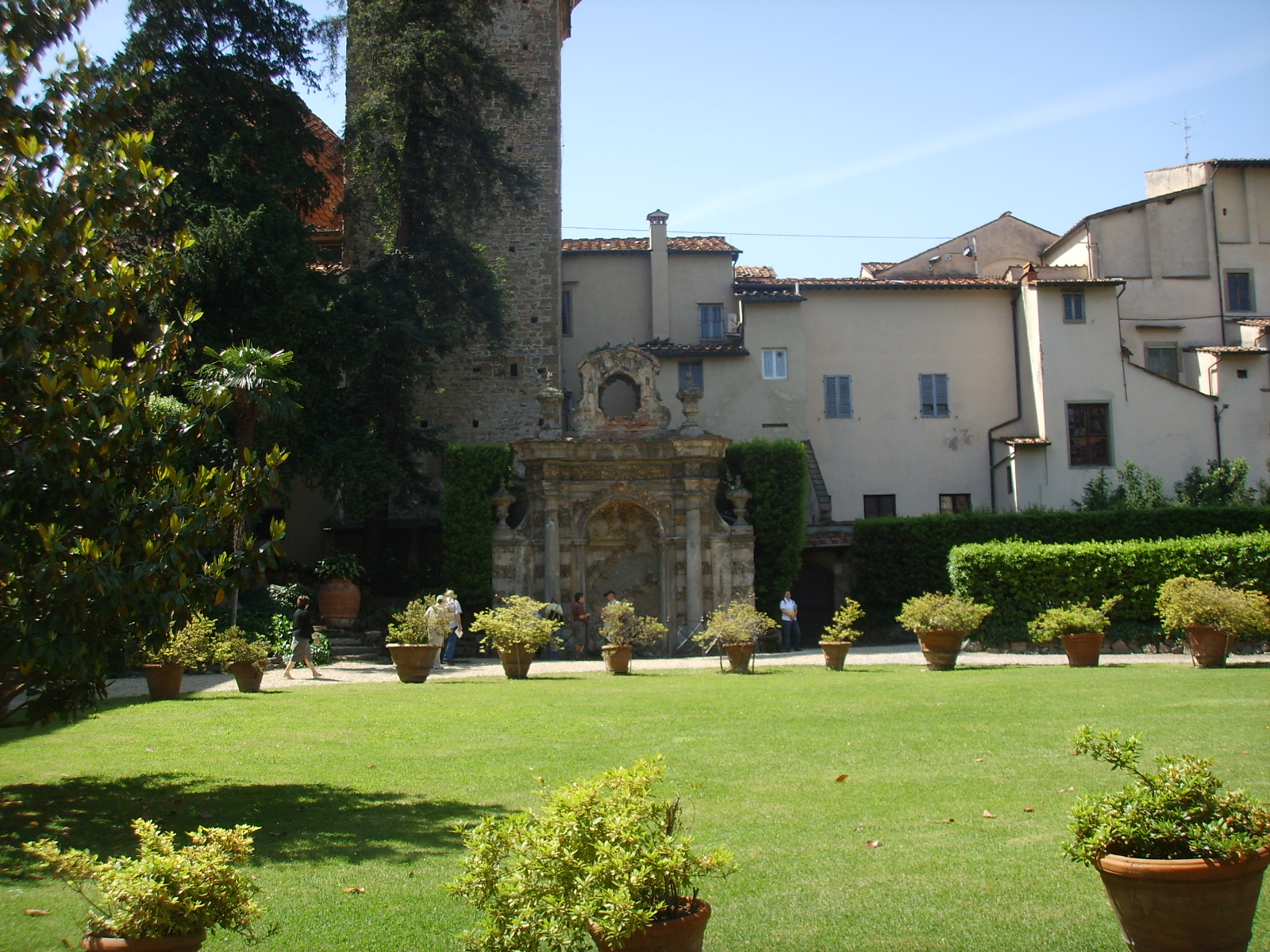
Vista do jardim
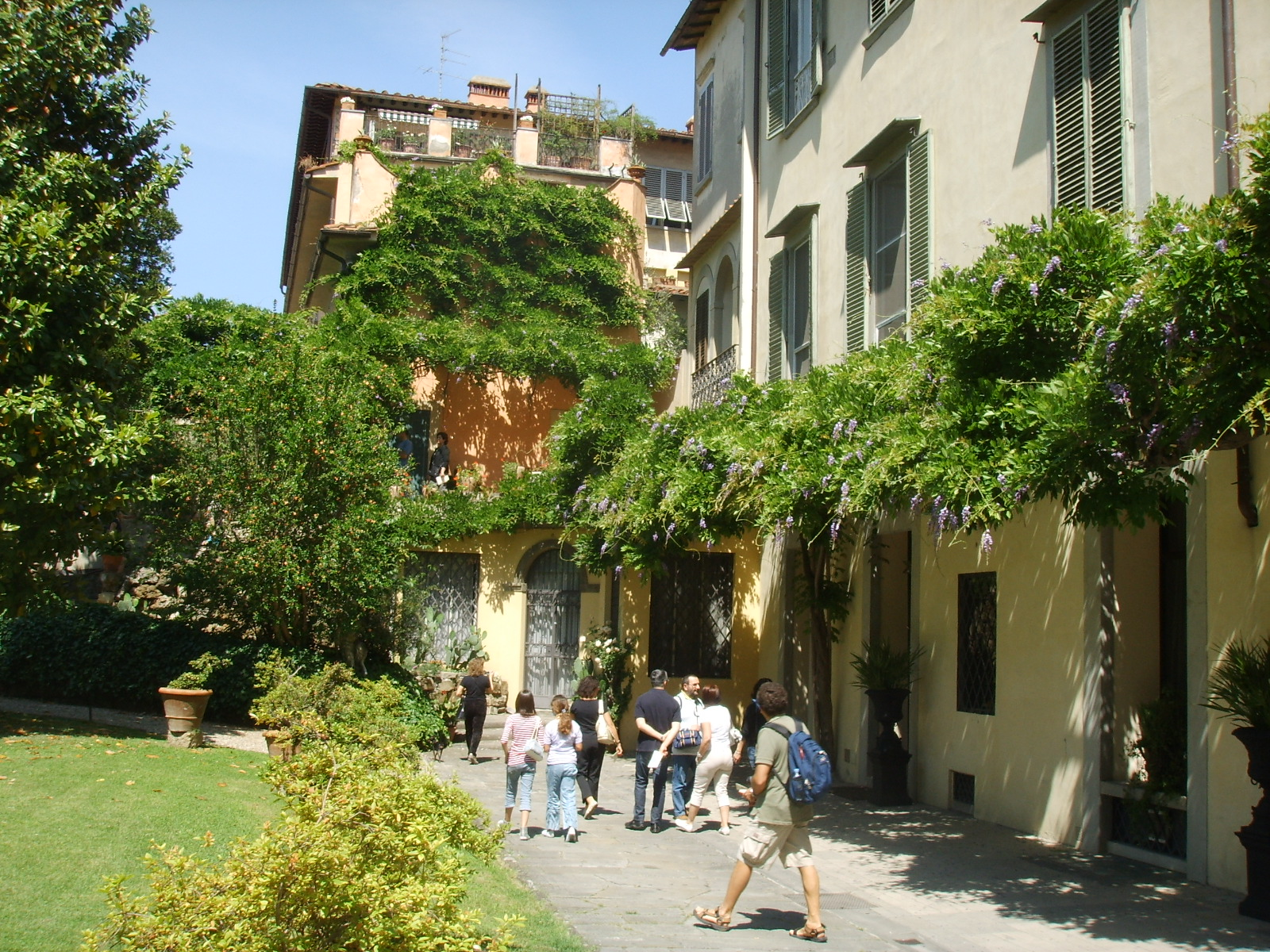
O jardim frente ao palácio
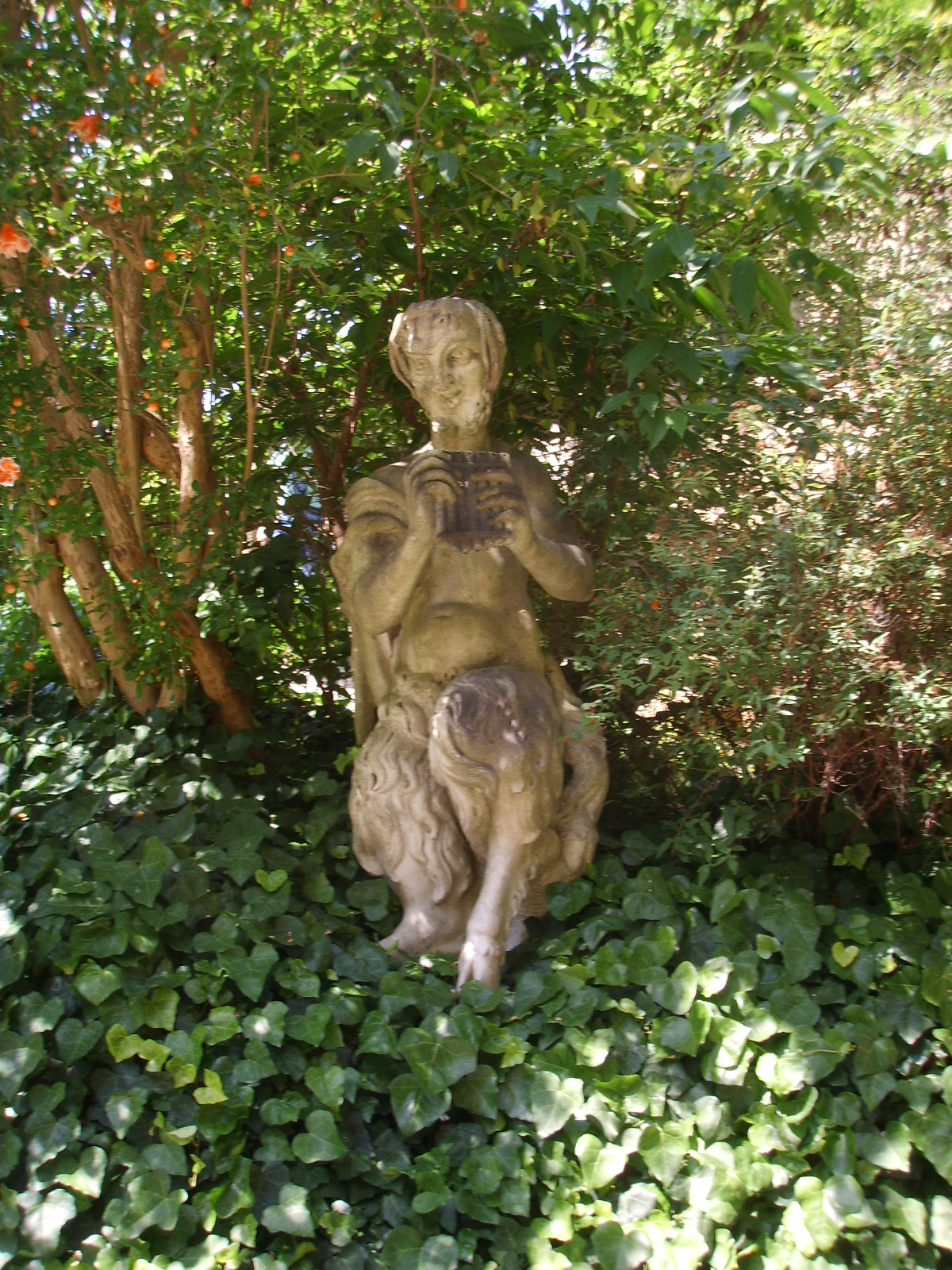
Estátua de Pã
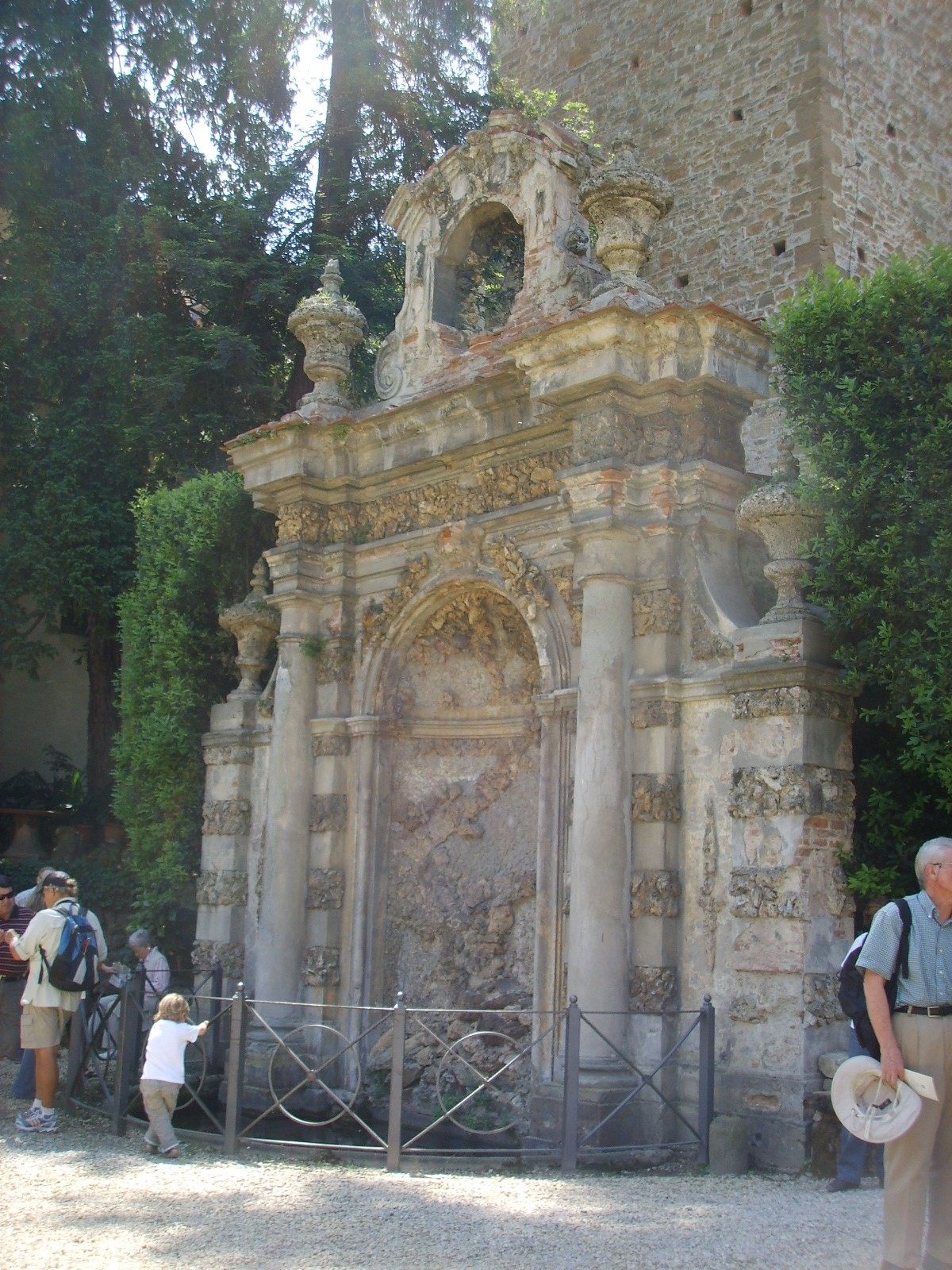
A fonte

## Outros palácios dos Frescobaldi
Os Frescobaldi possuíam numeroos palácios na zona vizinha à Ponte Santa Trinita, na praça que agora tem o seu nome. O palácio que surgia onde hoje existe o Palazzo della Missione, ao lado da ponte, era a principal residência da família, mas foi muitas vezes destruído. Também lhes pertence o palácio ao lado, de aspecto medieval com a pedra à vista.